# Eugene Dynkin
Eugene Dynkin (rus: Евгений Борисович Дынкин)  (Leningrad, 11 de maig de 1924 - Ithaca, 14 de novembre de 2014), de naixement: Ievgueni Boríssovitx Dinkin, fou un matemàtic soviètic i americà. Va fer contribucions als camps de probabilitat i àlgebra, especialment grups de Lie, àlgebres de Lie semisimples, i procesos de Markov.
El diagrama de Dynkin, el lema de Dynkin, i el lema de Dob-Dynkin reben el seu nom per ell.

## Biografia
Dynkin va viure a Leningrad fins que el 1935, la seva família va ser exiliada a Kazakhstan. Dos anys més tard, quan Dynkin tenia 13 anys, el seu pare va desaparèixer en el Gulag.

### Universitat de Moscou
Als 16 anys, el 1940, Dynkin va ser admès a la Universitat de Moscou. Va evitar el servei militar de la Segona Guerra Mundial a causa de la seva vista deficient, i va rebre el seu M.S. el 1945 i el seu Ph.D. el 1948. Esdevingué un ajudant de professor a Moscou, però no va ser atorgat un president fins al 1954 a causa de la seva inconveniència política. El seu progrés acadèmic va ser difícil a causa del destí del seu pare, així com l'origen jueu de Dynkin; els esforços especials d'Andrei Kolmogórov, el seu Ph.D. supervisor, va fer possible per a Dynkin progressar a través del grau escolar a una posició d'ensenyament.

### Acadèmia d'URSS de Ciències
El 1968, Dynkin va ser forçat a transferir de la Universitat de Moscou a l'Institut Central d'Economia i de Matemàtiques de l'Acadèmia d'URSS de Ciències. Va treballar allà en la teoria de creixement econòmic i equilibri econòmic.

### Cornell
Es va quedar a l'Institut fins que el 1976, va emigrar als Estats Units. El 1977, esdevingué un professor a la Universitat Cornell.

### Mort
Dynkin va morir a un hospital a Ithaca, Nova York, als 90 anys.

## Feina matemàtica
Dynkin és considerat un exemple rar d'un matemàtic que va fer contribucions fonamentals a dues àrees molt distintes de matemàtiques: àlgebra i teoria de probabilitat. El període algebraic de la feina matemàtica de Dynkin va ser entre el 1944 i el 1954, fins i tot durant aquest temps un tema probabilista era perceptible. De fet, la primera publicació de Dynkin va ser el 1945, conjuntament amb N. Un. Dmitriev, va solucionar un problema de valors i vectors propis de matrius estocàstiques. Aquest problema va ser elevat al seminari de Kolmogorov a les cadenes Markov, mentre ambdós Dynkin i Dmitriev eren estudiants universitaris.

### Teoria de Lie
Mentre Dynkin era un estudiant a la Universitat de Moscou, va assistir al seminari d'Israel Gelfand sobre grups de Lie. El 1944, Gelfand li va preguntar per preparar una enquesta sobre l'estructura i classificació de grups de Lie semisimples, basada en els papers escrits per Hermann Weyl i Bartel van der Waerden. Dynkin va trobar els papers difícils de llegir, i en un intent a més ben entendre els resultats, va inventar la idea d'una «arrel senzilla» en un sistema d'arrels. Va representar els angles en parelles entre aquestes arrels senzilles en la forma d'un esquema de Dynkin. D'aquesta manera va obtenir una representació més senzilla de la classificació del complex d'àlgebres de Lie semisimples. Del treball de Dynkin del 1947 «Estructura d'àlgebres de Lie semisimple», Bertram Kostant va escriure:
El paper influent de Dynkin del 1952 «Subalgebras semisimples d'àlgebres de Lie semisimples», contenia llistes i taules grans, i va estudiar les subàlgebres de les àlgebres de Lie excepcionals.

### Teoria de probabilitat
Dynkin és considerat un dels fundadors de la teoria moderna dels Procesos Markov. Els resultats obtinguts per Dynkin i altres participants del seu seminari a la Universitat de Moscou eren sintetitzats en dos llibres. El primer d'aquests, «Teoria de Procesos Markov», va ser publicat el 1959, i va posar els fonaments de la teoria.
La xerrada de Dynkin d'una hora de durada al Congrés Internacional de Matemàtics a Estocolm del 1962, va ser repartida per Kolmogorov, des del previ a la seva emigració, a Dynkin mai li va ser permès viatjar a l'oest. Aquesta xerrada va ser titulada «Procesos Markov i problemas d'anàlisi».

## Premis i guardons
- Premi de laSocietat Matemàtica de Moscou, 1951.
- Institut d'Estadística Matemàtica, 1962.
- Acadèmia americana d'Arts i Ciències, 1978.
- Acadèmia nacional de Ciències dels EUA, 1985.
- Societat Matemàtica americana, Leroy P. Steele Premi per Feina Matemàtica Total, 1993.
- Moscou Societat Matemàtica, 1995.
- Doctor Honoris Causa del Pierre i Universitat de Marie Curie (Paris 6), 1997.
- Doctor de Ciència (honoris causa) de la Universitat de Warwick, 2003.[10]
- Doctor Honoris Causa de la Universitat de Moscou Independent (Rússia), 2003.
- Amic de la Societat Matemàtica americana, 2012.[11]

## Publicacions
- Theory of Markov Processes.  Prentice-Hall, 1961.[12]
- Die Grundlagen der Theorie der Markoffschen Prozesse.  Springer Verlag, 1961 (Grundlehren der mathematischen Wissenschaften, Band 108).[12]
- Markov Processes.  Springer Verlag, 1965.
- Controlled Markov Processes, 1979.
- Markov Processes and Related Problems of Analysis, Selected Papers.  Cambridge University Press, 1982.@Cambridge Premsa Universitària. 1982.
- Dynkin. Selected papers of E. B. Dynkin with commentary.  Providence, R.I.: American Mathematical Society, 2000. ISBN 978-0-8218-1065-1.
- Diffusions, Superdiffusions and Partial Differential Equations.  AMS Colloquium Publications, 2002.[13]
- Superdiffusions and Positive Solutions of Nonlinear Partial Differential Equations (en anglès).  American Mathematical Society, 2004.